# Oniontown

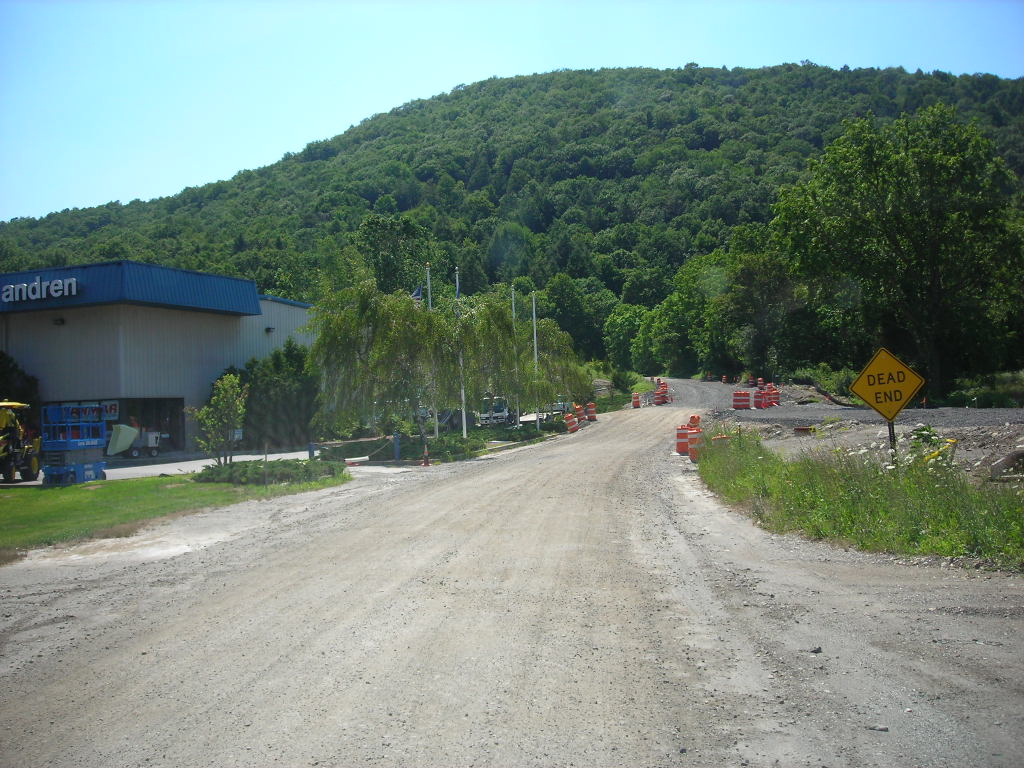
Carretera de Oniontown

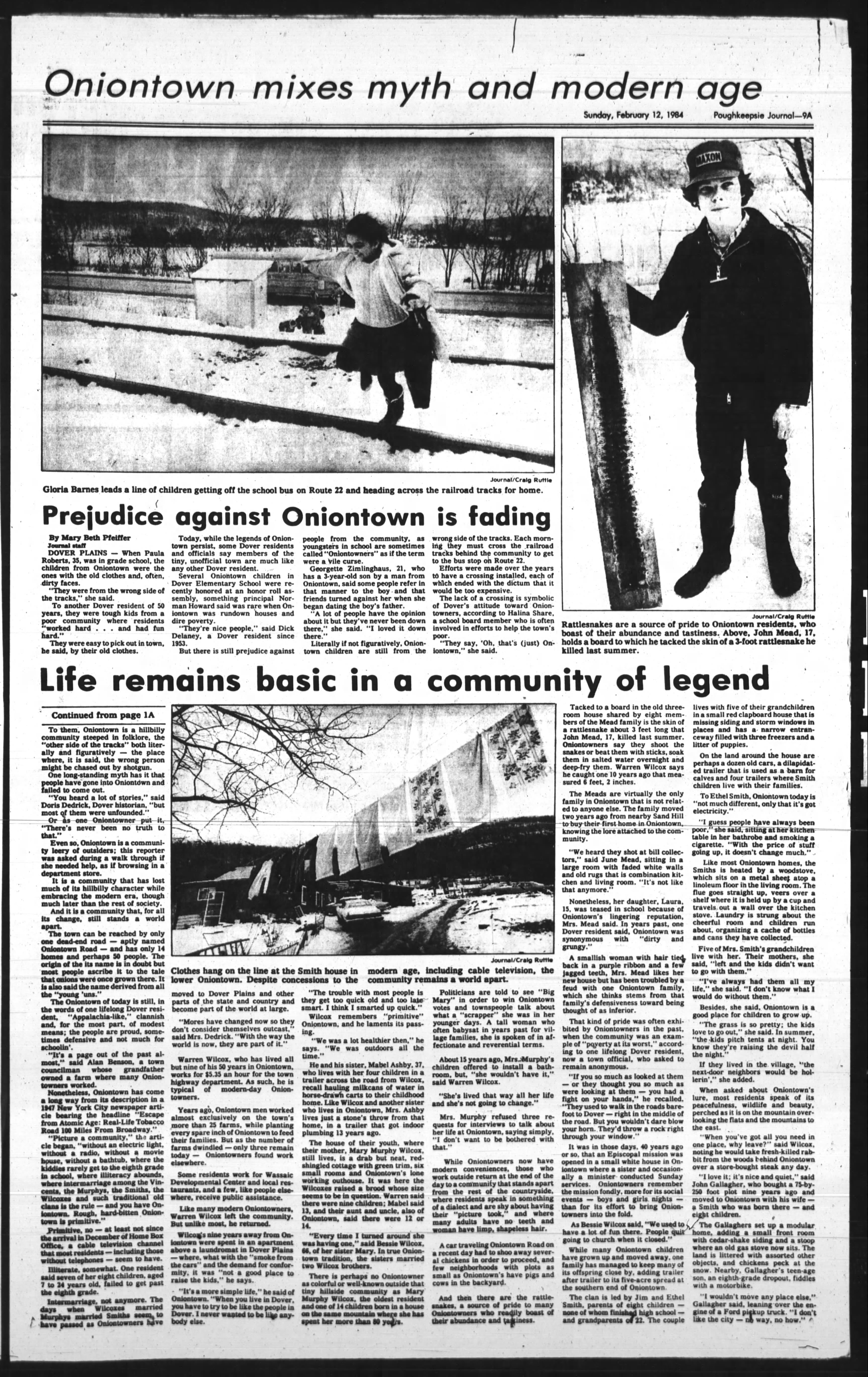
Oniontown mezcla el mito y la era moderna

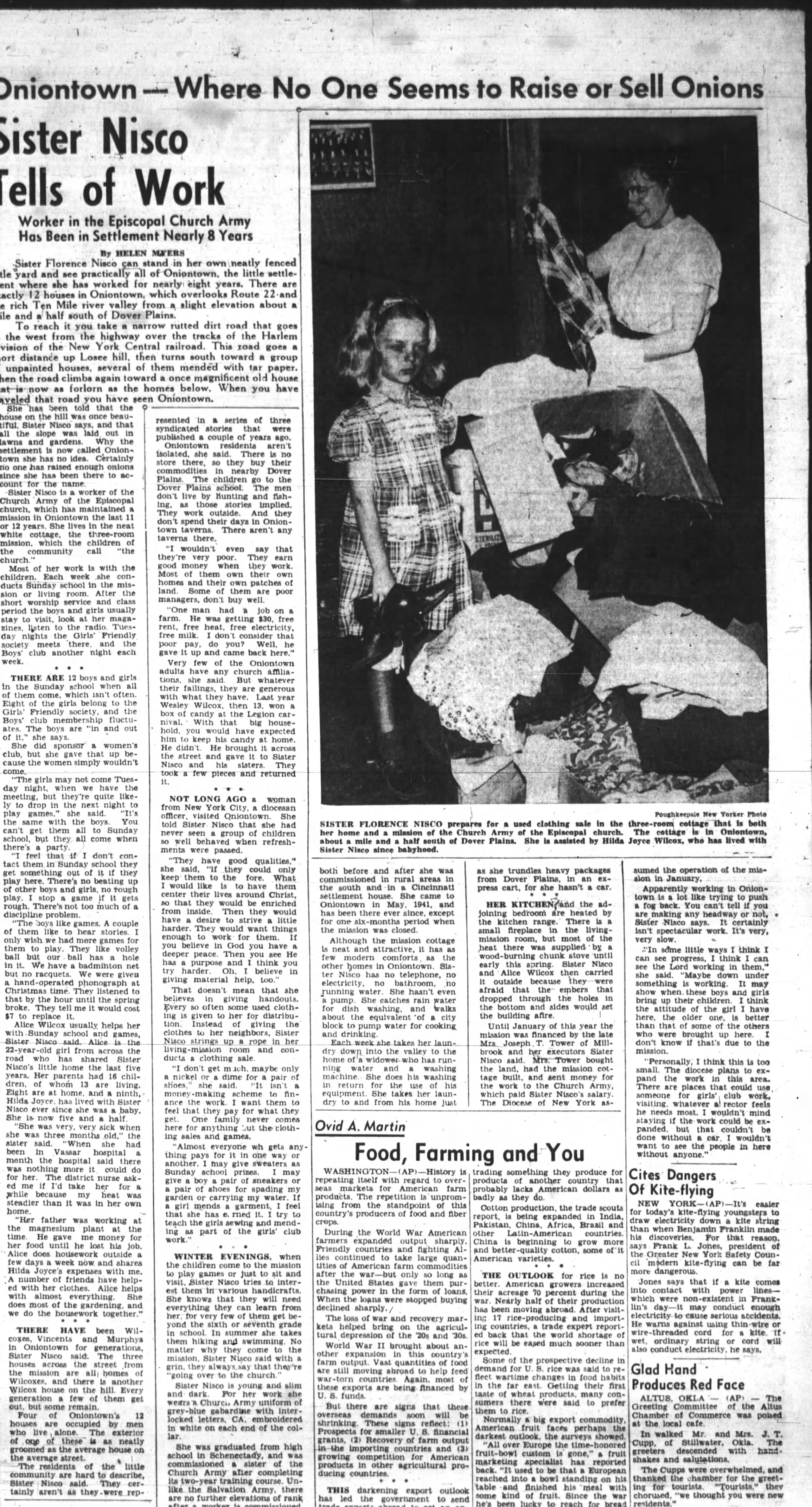
Oniontown: Donde nadie parece cultivar ni vender cebollas

Oniontown es una calle y comunidad   no incorporada ubicada en el condado de Dutchess, Nueva York, Estados Unidos, se sitúa aproximadamente a 2.4 kilómetros al sur de la aldea de Dover Plains, en la ciudad de Dover, parcialmente conocida por el comportamiento históricamente desagradable de sus residentes hacia los forasteros. 
En 1947, el reportero del Servicio Internacional de Noticias, James L. Kilgallen, viajó a Oniontown y escribió tres artículos sobre el lugar, entre ellos: «Escape de la era atómica : La vida real en Tobacco Road a 100 millas de Broadway».   destacando su aislamiento y estilo de vida atrasado, en comparación con el resto del país.
Fue brevemente objeto de atención mediática mundial en 2008, cuando un grupo de jóvenes publicó un video en YouTube que ridiculizaba a la comunidad. Esto provocó una serie de visitas de curiosos y bromistas, lo que llevó a confrontaciones violentas entre los residentes y los visitantes. Se reportaron incidentes como disparos, vandalismo y agresiones físicas.
Hoy en día, Oniontown sigue siendo una comunidad cerrada y poco receptiva a los visitantes. Las señales de "No Trespassing" son comunes, y los residentes valoran su privacidad y estilo de vida apartado